# Jaime Prieto Amaya
Jaime Prieto Amaya (* 27. März 1941 in Bogotá; † 26. August 2010 ebenda) war ein kolumbianischer römisch-katholischer Geistlicher, langjähriger Bischof von Barrancabermeja und zuletzt Bischof von Cúcuta.

## Leben
Jaime Prieto Amaya besuchte das Knabenseminar in der kolumbianischen Hauptstadt Bogotá und studierte am dortigen Priesterseminar Philosophie und Theologie. Er empfing am 14. August 1965 die Priesterweihe und wurde in das Bistum Facatativá inkardiniert. Er war als Berufsschulkaplan an der örtlichen Niederlassung des staatlichen Berufsausbildungswerks SENA in Facatativá tätig und leitete einen Kinderhof der Stiftung Granjas Infantiles del Padre Luna, die bäuerliche Kinderdörfer für Landkinder betreibt, die Opfer von häuslicher Gewalt und Kinderarbeit geworden sind. Er wurde Diözesanbeauftragter für Sozialpastoral, dann Abteilungsleiter Seelsorge in der Diözesankurie seines Bistums und schließlich Generalvikar. Von 1987 bis 1991 war er Geschäftsführer der Kommission für Sozialpastoral des Lateinamerikanischen Bischofsrates CELAM in Bogotá. Nach der Rückkehr in sein Bistum war er zwei Jahre lang Dompfarrer an der Kathedrale von Facatativá. Zwischenzeitlich amtierte er auch als Vernehmungsrichter am Offizialat des Bistums und Kanzler der Diözesankurie.
Die Bischofsweihe spendete ihm am 14. September 1993 Erzbischof Paolo Romeo, Apostolischer Nuntius in Kolumbien; Mitkonsekratoren waren der Altbischof von Facatativá, Hernando Velásquez Lotero, und Luis Gabriel Romero Franco, amtierender Bischof von Facatativá. Papst Johannes Paul II. bestellte ihn am 11. November 1993 zum Bischof der Diözese Barrancabermeja im Norden von Bogotá, wo er 15 Jahre wirkte.
Prieto Amaya war von 2003 bis 2006 Vorstandsvorsitzender des Konsortiums für Entwicklung und Frieden, einer Initiative zur Förderung des dörflichen und zivilgesellschaftlichen Zusammenhalts am Mittellauf des Magdalenenstroms im Departement Antioquia, das Schauplatz blutiger Auseinandersetzungen mit dem Medellín-Kartell war. Von 1996 bis 2005 war er Präsident der Kommission für Sozialpastoral der kolumbianischen Bischofskonferenz.
Am 1. Dezember 2008 wurde er von Papst Benedikt XVI. zum Bischof von Cúcuta ernannt; die Amtseinführung fand am 7. Februar 2009 statt. Im gleichen Jahr wurde er zum Sozialbischof der Bischofskonferenz von Kolumbien gewählt. In Cúcuta forcierte er die Pastoral im ländlichen Raum und gründete die Gruppe Motor Binacional, einen binationalen Zusammenschluss von zivilgesellschaftlichen Organisationen, Bildungseinrichtungen, Gebietskörperschaften und internationalen Hilfsorganisationen unter Federführung der Diözese Cúcuta, der sich die Entwicklungsförderung ländlicher und indigener Gemeinschaften im kolumbianisch-venezolanischen Grenzgebiet zur Aufgabe macht.
Kurz vor seinem Tod unternahm er vom 15. bis 28. April 2010 eine Europareise, die ihn nach Spanien, Italien, Deutschland (Adveniat in Essen) und Paris führte, um angesichts der prekären finanziellen Lage vieler kirchlicher Sozialprojekte in Kolumbien infolge der damals grassierenden Weltfinanzkrise um Unterstützung durch kirchliche Träger und Spenden zu werben.
Jaime Prieto Amaya starb nach einer Operation an einem Darmtumor. Mit nur einem Jahr und sechs Monaten war sein Pontifikat das kürzeste seit Errichtung des Bistums Cúcuta.